# Медаль «За укрепление дружбы по оружию» (Чехословакия)
Медаль «За укрепление дружбы по оружию» — государственная награда Чехословакии.

## История
Медаль была учреждена в 1970 году для награждения военнослужащих и гражданских лиц братских социалистических стран за заслуги в укреплении дружбы и сотрудничества между воинами и армиями государств — участников Варшавского Договора.
Имеет три степени: золото, серебро и бронза.
Носится на левой стороне груди.

## Описание
Медаль имеет форму круга, изготавливается из бронзы с соответствующим покрытием: позолотой для первой степени медали, серебрением — для второй.
Изображения на медалях всех степеней одинаковое.
На аверсе медали изображены два стилизованных липовых дерева перевитых лентой с изображением ракеты. По окружности края медали идёт надпись «ZA UPEVŇOVÁNÍ PŘÁTELSTVÍ VE ZBRANI» (За укрепление дружбы по оружию).
Медаль при помощи металлического кольца подвешена к ленте.
На реверсе медали изображён герб ЧССР на фоне ленты, на нижнем конце которой надпись «Č S S R».
Лента медали муаровая белого цвета с одной (двумя или тремя, в зависимости от степени) тёмно-серой полоской по середине, красной и синей полосками по краям.
Для повседневного ношения имеется планка, обтянутая лентой медали:
- — для золотой степени
- — для серебряной степени
- — для бронзовой степени